# 文鲜明
文鲜明（：／，1920年1月6日—2012年9月3日），本名文龍明，韩国新興宗教统一教创始人。

## 生平
1920年1月6日出生于平安北道一个信奉佛教的传统家庭，10岁时全家皈依基督教。文鲜明自称16岁时登一座小山时受到了所謂“耶稣基督”的神示，从此立志拯救全人类。文鲜明还将名字从“龙明”改成“鲜明”，自称将使世界变得“鲜明”，其後並創辦了统一教，以其領袖身分闻名于世，也是著名的媒体大亨和活动家。其统一教（会）在全世界拥有500-700万会员，其教会的祝福仪式，即集体婚礼或婚姻再承诺典礼（通常由文鲜明与妻子韩鹤子共同主持）参加者有时成千上万，乃统一教最吸引媒体关注的活动。
统一教（会）在全球的投入已使其成为一个资产达10亿美元的帝国。其控股包括合众通讯社（UPI）、《华盛顿时报》和韩国最大的商业团体或世界范围内的商业利益与财阀之一的统一集团。统一教（会）是美国最大的寿司餐饮业的业主True World Group，是阿拉斯加的科迪亚克地区最大的雇主。统一教（会）拥有北朝鲜唯一的一家汽车制造厂平和自動車，统一教会还是韩国商品的第二大出口商。文氏名下的三个非政府组织——天宙和平联合会、世界和平妇女联合会以及为和平服务等皆已具备联合国经济和社会社理事会的咨商地位。

### 早年生涯

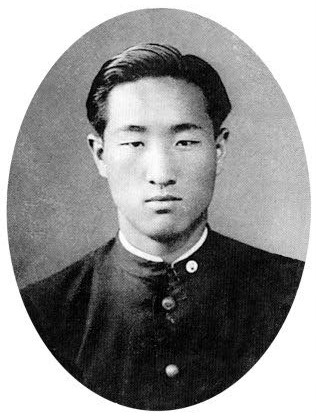
文鮮明在早稻田高等工学校的學生照片

文鲜明1920年2月25日出生在日治朝鲜平安北道定州郡德彦面上四里（今北韓定州市）。当时他的名字叫文龙明。那时的朝鲜尚在日本的统治之下。文鲜明的生日按照农历算是正月初六。文氏家族是一贯跟从中国儒家传统的。在文鲜明10岁左右时，他们全家皈依基督教，加入了日本长老教会，因此他曾在主日学校任教。1943年11月，文鲜明与崔先吉结婚，1946年儿子文圣进出生，1953年两人离婚。
二战期间，文鮮明在首爾的京城商工畢業後，取日本名「江本龍明」（日语：／ Emoto Ryūmei）並赴早稻田大學附屬工業高等專門學校学习电子工程，战后於1945年，二次世界大战和日本占领结束，文鲜明返回朝鲜半岛，来到当时朝鲜半岛的基督教中心平壤，开始宣扬他的教义。教会最早的正式教义《原理讲论》的书面的形式于1946年写成。该书表述了统一神学的核心，是全世界约5百万到7百万信徒的重要经典。
1946年，文鲜明被北朝鲜官员逮捕，受到毒打，後被一位信徒救回。1948年，文鲜明被长老教会逐出教会，并再次被北朝鲜方面逮捕，随即被送往位于咸兴市南部的興南監獄集中营接受勞改，瀕臨死亡。1950年，朝鲜战争爆发，联合国军自仁川登陆之后迅速反攻，很快攻占了平壤、咸兴等朝鲜民主主义人民共和国城市，兴南集中营也很快被联军攻破，文鲜明便乘机逃往朝鲜半岛最南端的釜山市。他在韩国和日本创办企业，生产油漆、机器和人参茶等物，拥有几百万美元的资本额。

### 1950年代
作为一名逃难者，文鲜明先是在釜山建立他的第一个教会，后来才于1954年5月1日在首尔正式创立了世界基督教統一神靈協會，簡稱統一教。他于1957年出版了教会的奠基经书《原理讲论》。
他于1952年所著的《上帝的主义》一书是统一教的基本经典，该书称「上帝挑选他拯救人类脱离撒旦的统治，说共产党人是撒旦在世的代表」。1954年5月1日，文鲜明在韩国注册成立统一教（世界基督教統一圣靈協會）。

### 1960年代
1960年4月11日，40歲的文鮮明與17歲的韓鶴子結為夫婦，稱為聖婚。其後舉行了無數對的祝福配對儀式，外界稱為集團結婚，該教會會員稱為祝福儀式。韩鹤子则被门徒们称为真母亲或真妈妈，文鲜明夫妇则被统一教会的会员们称为真父母。宗旨是建立在神之下的真實的理想家庭，倡導真愛、不淫亂、為他人而活的利他主義。韩鹤子生育了14个孩子，其中第二个女婴夭折。文氏家庭在教会内部被看做是真家庭，文氏子女则被视为真子女。

### 1970年代
到了1970年代，很少在公共场合讲话的文鲜明开始在美国、日本和韩国做了一系列的公开演讲。规模最大的大会是1975年在首尔（汉城）的一次大会，统一教自己组织的规模最大的演讲是在华盛顿特区。当时，文鲜明一度成为世界上最有名的韩国人。
文鲜明1965年首次访问美国，1971年移居美国。但他一直保留了韩国国籍并在韩国居住。
1971年，文鲜明為了宣傳“神”的旨意而移居美国。他在美国开展大规模的传教活动。统一教的信徒称文鲜明夫妇为父母。
在美国，对于统一教的争议于1976年达到顶点，其后随着其教众逐渐融入美国社会而較為平息，但反對的聲浪依舊不斷。

### 1980年代
1982年创办右翼报纸《华盛顿时报》，據說對當時的冷戰局勢有影響。同年因逃税被判处18个月徒刑，罚款2.5万美元，1984年入狱。

### 1990年代
1991年，文鮮明訪問北韓並與會金日成，進行了短暫的晤談，震驚了世界。隨後投資建成平和汽車廠、普通江賓館等。这也让文鲜明死后获得了朝鲜官方的高度评价。

### 2000年代
2005年9月12日，85岁的文鲜明创立天宙和平联合会（韩文汉字为天宙平和联合，英译为Universal Peace Federation）, 并发起世界120城巡回演讲。所到之处，文鲜明都发表了题为《神的理想家庭——世界和平的典范》的演讲。
2008年4月，文鲜明指定幺子文亨进为统一教及全世界范围的统一运动的新领袖，他说：“我希望大家都能帮助他，使他能够完成其作为真父母继承人的使命”。
2009年，韩联社报道了文鲜明拟在其出生地建造圣地的计划。同一年，文鲜明的自传《爱和平的世界人》（평화를 사랑하는 세계인으로）由韩国的金永社出版发行。英文版也于当年在美国出版。文鮮明強迫每位教徒購買100本贈送人以形成暢銷書假象。當年每位台灣信徒幾乎都買了一百本，至今未贈送完者大有人在。

## 著作
目前出版的文鮮明聖言集約有600多冊，由妻子韓鶴子指示收錄最核心重要的內容，三大核心為《真父母經》、《和平經》、《天聖經》。
天聖經前後出版兩冊，在台灣販售一冊台幣3,000元。
在日本販售一冊一百萬日圓。售價經台灣統一教總部確認。

## 國際對文鲜明的觀點

### 美國
1982年，由於謊報聯邦所得稅回歸的問題，文鮮明到美國定居的第一年，仿照當時美國宗教團體的習慣，將宗教活動基金以負責人名義存到銀行帳戶，三年後，紐約州律政廳以未申報「利息所得稅」為由起訴文鮮明牧師，當時到德國宣教的文鮮明牧師主動返回美國接受調查，1984年7月20日文鮮明入獄。文鮮明牧師的入獄，引起美國宗教界的震動 。

### 歐洲
由於统一教在歐洲產生不少問題，在2002年開始，文鲜明已被德國以及其中十四個申根公約的歐洲國家禁止入境。2007年解除。

### 猶太人大屠殺的問題
文鲜明在新聞上表示由於猶太人不支持耶稣，才會在第二次世界大戰被德國人送到集中營判死刑。因此受到猶太人的批評。

## 家庭
文氏一生共育有16名子女。其中2名分别崔先吉、金明姫所生，14名为韓鶴子所生。分別為：
- 文聖進（1946年出生，生母崔先吉）
- 文喜進（1954年出生，1969年逝世，生母金明姫）
- 文譽進（1960年出生，生母韓鶴子）
- 文孝進（1962年出生，生母韓鶴子，大量吸毒並長期暴力對待妻子，詳見遺孀網上諸多視頻，2008年心臟病離世）
- 文恵進（1964年出生，生母韓鶴子，后夭折）
- 文仁進（1965年出生，生母韓鶴子）
- 文興進（1966年出生，生母韓鶴子，1984年交通意外身亡，在統一教內號稱為比耶穌、佛陀更高的靈界總司令）
- 文恩進（1967年出生，生母韓鶴子）
- 文顯進（1969年出生，生母韓鶴子，與生母官司於美國、南韓對簿公堂，搶奪統一教內部財產，分裂出去一大部份，成立家庭和平協會）
- 文國進（1970年出生，生母韓鶴子，被取消韓國統一財團總裁職務）
- 文權進（1975年出生，生母韓鶴子）
- 文善進（1976年出生，生母韓鶴子）
- 文榮進（1978年出生，生母韓鶴子，1999年於高檔飯店跳樓自殺身亡）
- 文亨進（1979年出生，生母韓鶴子，脫離統一教另創新教世界和平統一聖所，並擁槍、要求每位信徒攜帶長槍舉辦集團結婚典禮）
- 文妍進（1981年出生，生母韓鶴子）
- 文情進（1982年出生，生母韓鶴子）